# Леон (муниципалитет)
Лео́н (исп. León) — муниципалитет в мексиканском штате Гуанахуато, с административным центром в городе Леон-де-лос-Альдама. Численность населения, по данным переписи 2010 года, составила 1 436 480 человек.

## Общие сведения
Название León было дано муниципалитету, так как главный город Леон-де-лос-Альдама был основан 20 января 1576 года, в день Святого Себастьяна, покровителем которого был лев.
Площадь муниципалитета равна 1222 км², что составляет 3,99 % от общей площади штата, а наивысшая точка расположена в поселении Пуэрто-дель-Аире и равна 2734 метра.
Он граничит с другими муниципалитетами штата Гуанахуато: на севере с Сан-Фелипе, на востоке с Гуанахуато и Силао, на юге с Ромитой, на юго-западе с Сан-Франсиско-дель-Ринконом, и на западе с Пурисима-дель-Ринконом, а также на западе он граничит с другим штатом Мексики — Халиско.

## Учреждение и состав
Муниципалитет был образован в 1824 году, в его состав входит 603 населённых пункта, самые крупные из которых:
| Код INEGI | Населённый пункт                                                                       | Численность населения (2005 год) | Численность населения (2010 год) |
| --------- | -------------------------------------------------------------------------------------- | -------------------------------- | -------------------------------- |
| 020       | Всего                                                                                  | 1278087                          | 1436480                          |
| 0001      | Леон-де-лос-Альдама (исп. León de los Aldama) (административный центр)                 | 1137465                          | 1238962                          |
| 0785      | Фамильяр-ла-Соледад (исп. Centro Familiar la Soledad) 21°08′06″ с. ш. 101°44′59″ з. д. | 20821                            | 32159                            |
| 0975      | Ла-Эрмита (исп. La Ermita) 21°09′07″ с. ш. 101°43′59″ з. д.                            | 11689                            | 19703                            |
| 0703      | Медина (исп. Medina) 21°08′59″ с. ш. 101°37′21″ з. д.                                  | 12071                            | 16166                            |
| 0317      | Дуарте (исп. Duarte) 21°05′10″ с. ш. 101°31′11″ з. д.                                  | 5785                             | 6261                             |
| 0401      | План-де-Аяла (исп. Plan de Ayala) 21°04′25″ с. ш. 101°43′15″ з. д.                     | 4715                             | 5134                             |
| 0451      | Сан-Хуан-де-Абахо (исп. San Juan de Abajo) 21°09′07″ с. ш. 101°43′59″ з. д.            | 1558                             | 4514                             |
| 0464      | Альваро-Обрегон (исп. Álvaro Obregón) 21°08′59″ с. ш. 101°37′21″ з. д.                 | 3022                             | 3456                             |
| 0452      | Сан-Хуан-де-Отатес (исп. San Juan de Otates) 21°06′56″ с. ш. 101°33′24″ з. д.          | 2509                             | 2905                             |
| 0358      | Лоса-де-лос-Падрес (исп. Loza de los Padres) 21°04′18″ с. ш. 101°32′50″ з. д.          | 2535                             | 2875                             |

## Экономика
По статистическим данным 2000 года, работоспособное население занято по секторам экономики в следующих пропорциях: сельское хозяйство, скотоводство и рыбная ловля — 1,6 %, промышленность и строительство — 44,6 %, сфера обслуживания и туризма — 51,2 %, прочее — 2,6 %.

## Инфраструктура
По статистическим данным 2010 года, инфраструктура развита следующим образом:
- электрификация: 99 %;
- водоснабжение: 93,3 %;
- водоотведение: 97,5 %.

## Фотографии

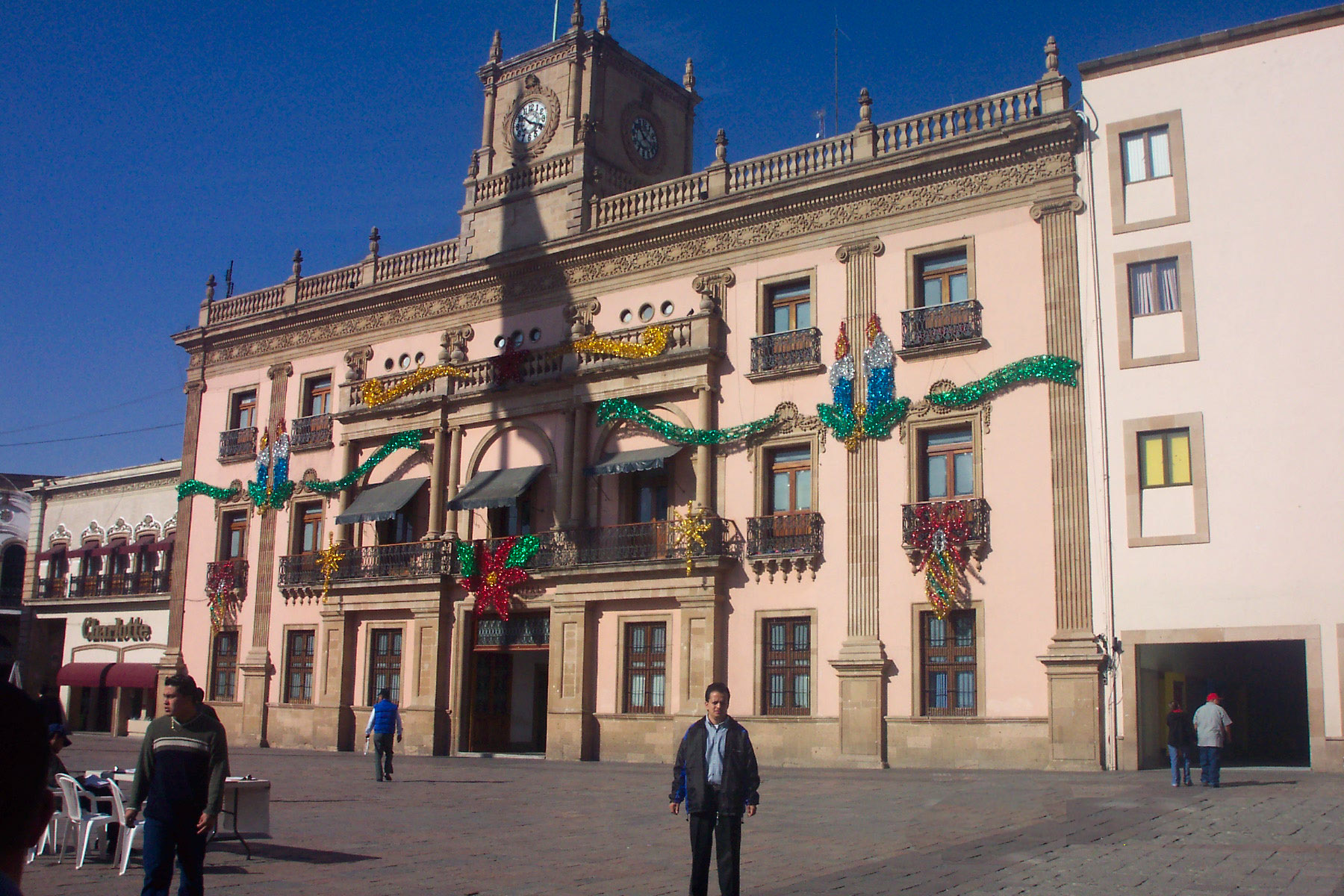
Здание администрации муниципалитета
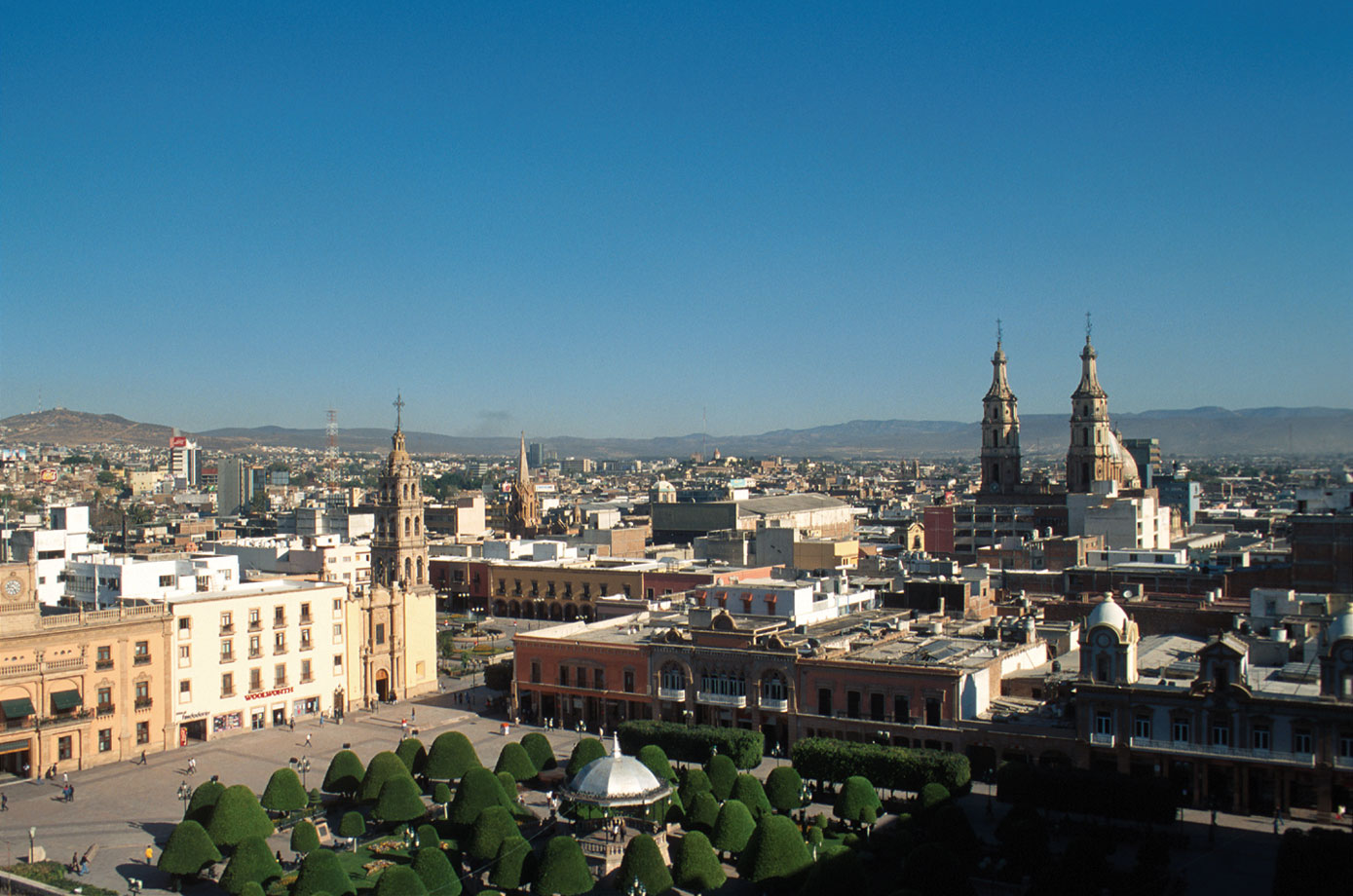
Вид на центр Леона
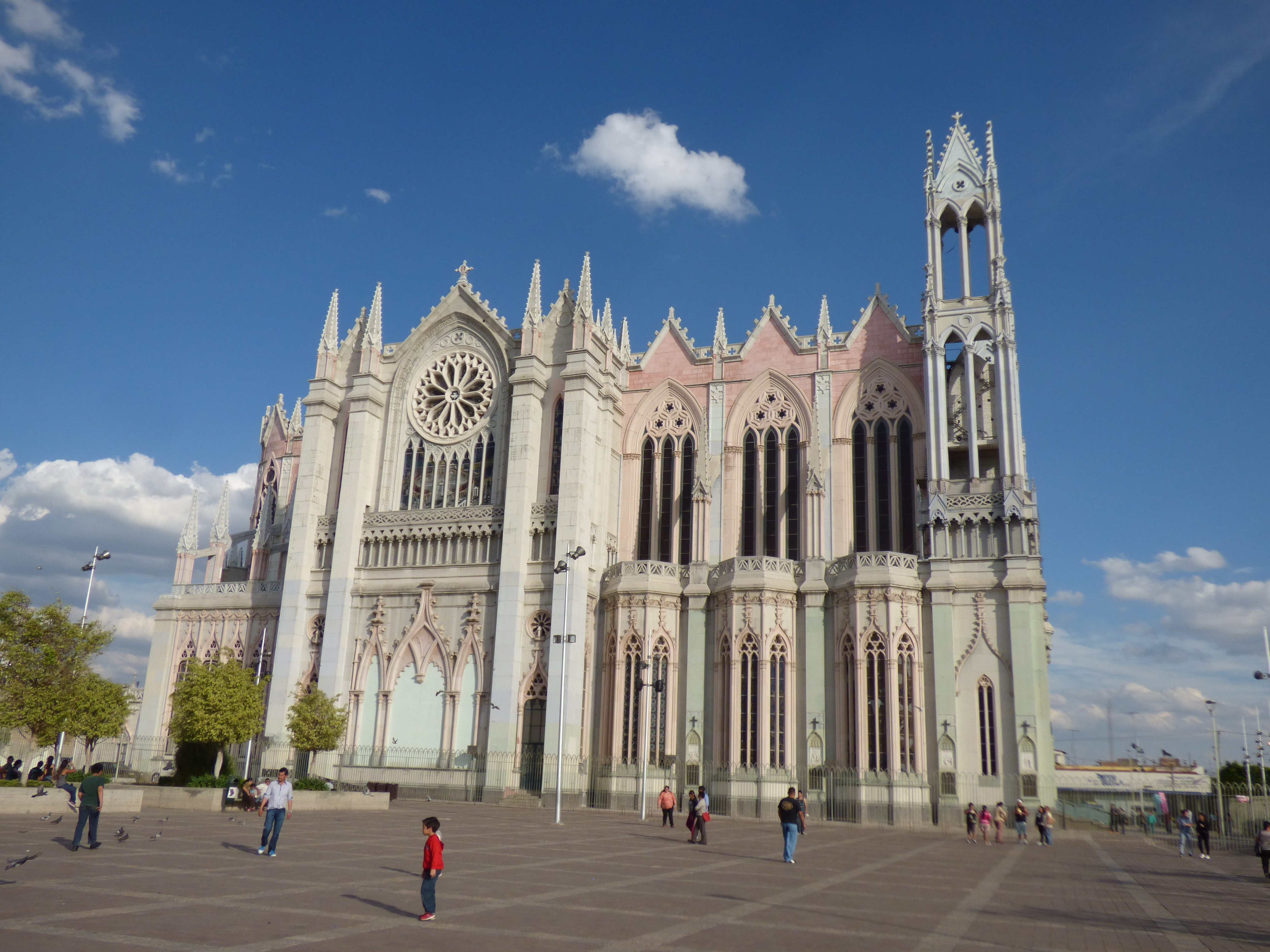
Церковь в Леоне